# Provinz Guadalajara
Guadalajara ist eine Provinz in Zentralspanien, im Norden der Autonomen Region Kastilien-La Mancha. Sie erstreckt sich über eine Fläche von 12.213,25 km² und hat 279.860 Einwohnern (Stand: 2024), von denen über 30 % in der Hauptstadt Guadalajara leben. Nachbarprovinzen sind Cuenca, Madrid, Segovia, Soria, Saragossa und Teruel. Insgesamt gibt es in Guadalajara 288 Gemeinden, von denen fast drei Viertel aus Dörfern mit weniger als 200 Einwohnern bestehen.
Wichtige Einkommensquellen sind der Roggen-, Gemüse- und Kartoffelanbau in den Bergen sowie die zahlreichen Schafherden. Außerdem befinden sich am Fluss Tajo zwei große Wasserkraftwerke mit einer Gesamtleistung von mehr als 1200 Megawatt. Das Kernkraftwerk Trillo befindet sich ebenfalls in der Provinz.

## Verwaltungsgliederung

### Comarcas

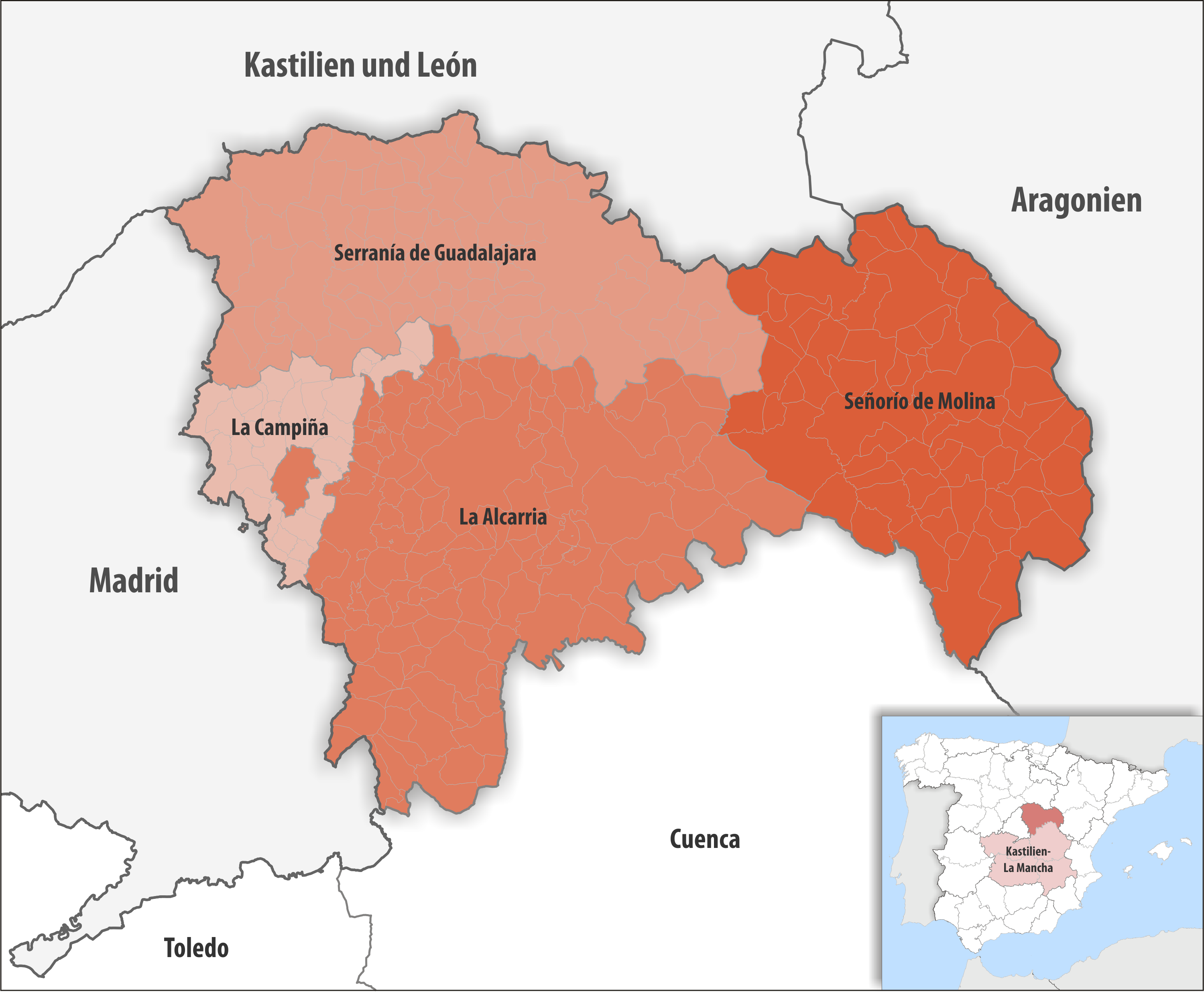
Comarcas in der Provinz Guadalajara

| Comarca                 | Gemeinden | Einwohner (2024) | Fläche km² | Dichte Einw./km² | Hauptort            |
| ----------------------- | --------- | ---------------- | ---------- | ---------------- | ------------------- |
| La Alcarria             | 111       | 145.614          | 4.513,32   | 32               | Guadalajara         |
| La Campiña              | 30        | 116.000          | 816,90     | 142              | Azuqueca de Henares |
| Señorío de Molina       | 62        | 7.480            | 3.366,52   | 2                | Molina de Aragón    |
| Serranía de Guadalajara | 85        | 10.766           | 3.516,51   | 3                | Sigüenza            |
| Provinz Guadalajara     | 288       | 279.860          | 12.213,25  | 23               | Guadalajara         |

### Gerichtsbezirke

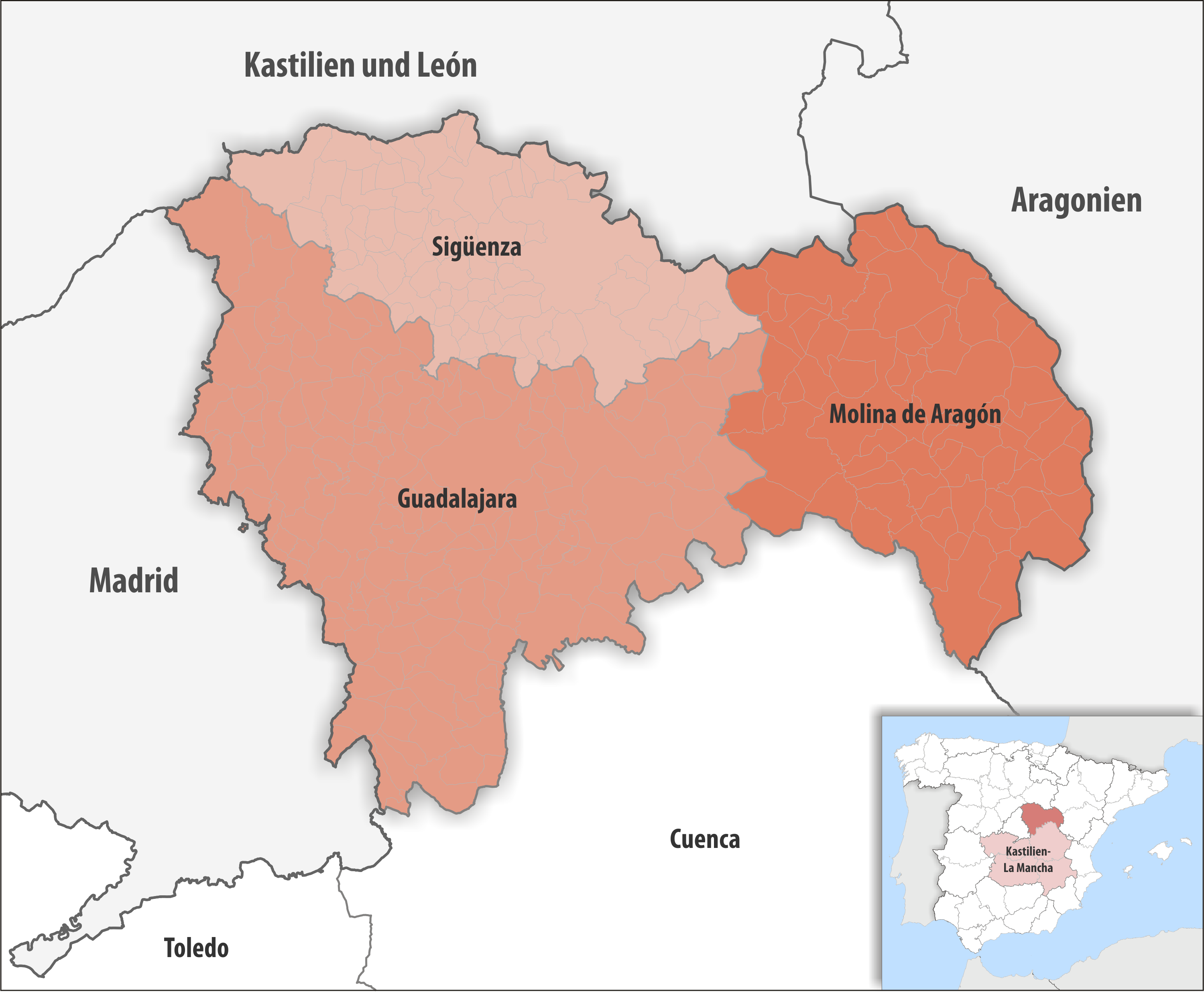
Gerichtsbezirke in der Provinz Guadalajara

| Gerichtsbezirk      | Gemeinden | Einwohner (2024) | Fläche km² | Dichte Einw./km² | Hauptquartier    |
| ------------------- | --------- | ---------------- | ---------- | ---------------- | ---------------- |
| Guadalajara         | 165       | 262.573          | 6.377,70   | 41               | Guadalajara      |
| Molina de Aragón    | 63        | 7.492            | 3.430,34   | 2                | Molina de Aragón |
| Sigüenza            | 60        | 9.795            | 2.405,21   | 4                | Sigüenza         |
| Provinz Guadalajara | 288       | 279.860          | 12.213,25  | 23               | Guadalajara      |

## Größte Orte
Stand: 2024
| Gemeinde             | Einwohner |
| -------------------- | --------- |
| Guadalajara          | 90.909    |
| Azuqueca de Henares  | 35.894    |
| El Casar             | 13.628    |
| Alovera              | 13.585    |
| Cabanillas del Campo | 11.329    |

Kleinste Gemeinde ist Angón mit 7 Einwohnern.